# 高知東道路

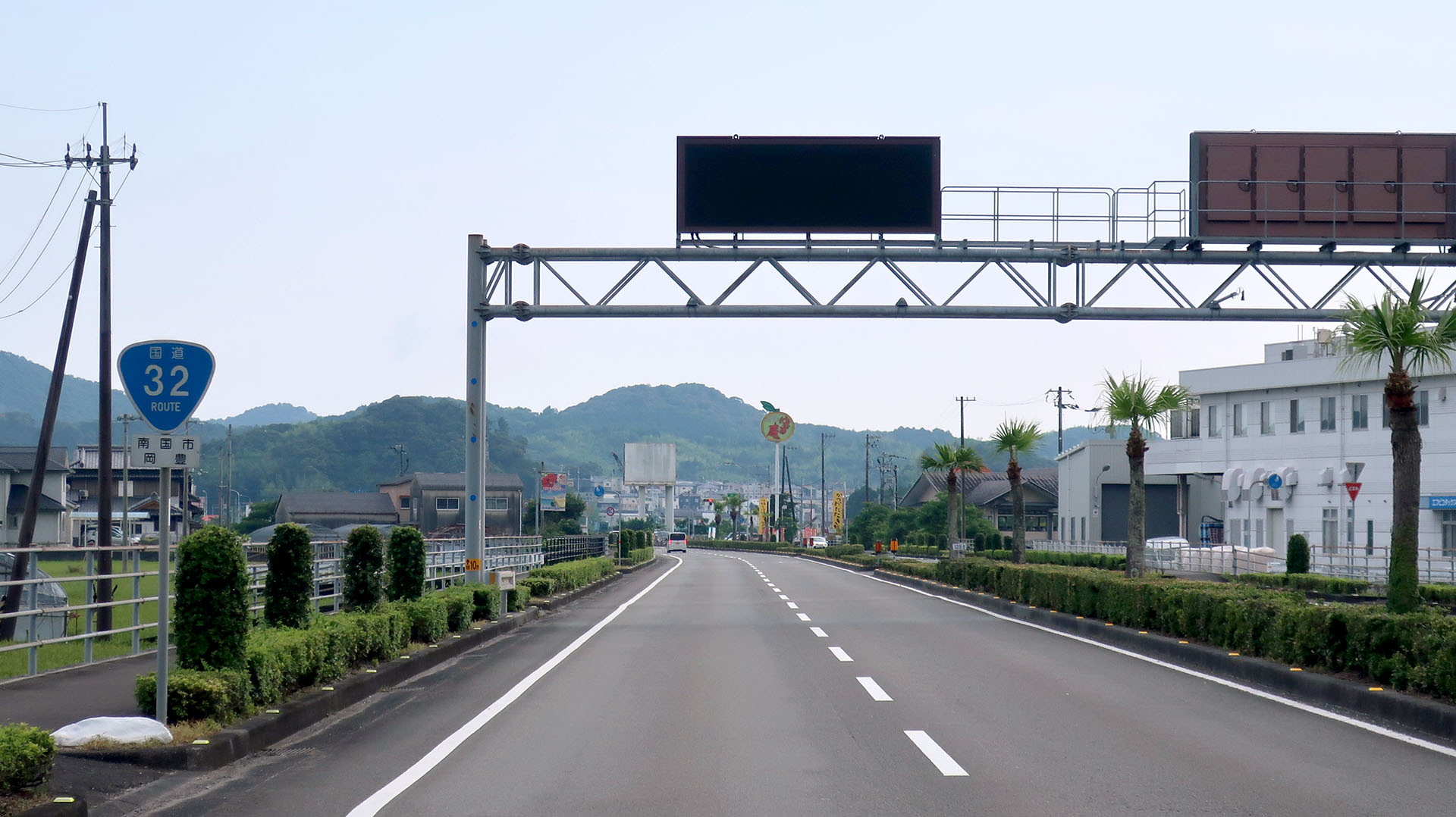
高知東道路
高知県南国市岡豊町

高知東道路（こうちひがしどうろ）は、高知県南国市宍崎から同県高知市介良までの国道32号の道路名である。

## 概要
建設当初は国道55号南国バイパスから南国インターチェンジを結ぶ32号のバイパス道路であったが、その後経路変更が行われ、現在は高知東道路が32号の本線となっている。また、それに伴い南国バイパスの高知市内のほぼ全区間が32号本線に編入され、それまでの32号は高知県に移管されて南国市宍崎から同市領石までは高知県道33号南国伊野線、大部分の南国市領石から高知市北本町二丁目までは高知県道384号北本町領石線に変更された。

### 路線データ
- 起点：南国市宍崎[1]
- 終点：高知市介良（国道55号南国バイパスと接続）[1]
- 延長：7km[1]
- 規格：第4種第1級（一部第3種第2級）[1]
- 設計速度：60km/h[1]
- 道路幅員：25.0m[1]
- 車線幅員：3.5m[1]
- 車線数：完成4車線[1]
- 最高速度：60km/h

## 交差する道路
- 上側が起点側、下側が終点側。左側が上り側、右側が下り側。

| 交差する道路             | 交差する道路             | 交差する場所 | 交差する場所 | 高松 から (km) |
| ------------------------ | ------------------------ | ------------ | ------------ | -------------- |
| 国道32号                 |                          |              |              |                |
| 県道384号北本町領石線    | 県道33号南国伊野線       | 南国市       |              |                |
| 高知自動車道南国IC       | -                        | 南国市       |              | 125.4          |
| 県道45号南国インター線   | 県道45号南国インター線   | 南国市       |              | 125.9          |
| -                        | 県道374号高知南国線      | 南国市       |              |                |
| 国道195号                | 国道195号                | 高知市       |              | 130.3          |
| 国道32号（南国バイパス） | 国道55号（南国バイパス） | 高知市       |              | 131.3          |
|                          |                          |              |              |                |

## 道の駅
- 道の駅南国風良里

## 沿革
- 1972年（昭和47年）4月 事業化[1]
- 1974年（昭和49年）3月 都市計画決定[1]
- 1980年（昭和55年）8月 工事着手[1]
- 1987年（昭和62年）10月 L=6.4kmの暫定2車線供用[1]
- 1991年（平成3年）12月 全線供用[1]